# Orange Is the New Black (1.ª temporada)
A primeira temporada de Orange Is the New Black foi anunciada pela Netflix no primeiro semestre de 2013. Jenji Kohan é a showrunner e produtora executiva. A primeira temporada estreou em 11 de julho de 2013.

## Elenco e personagens

### Principal
- Taylor Schilling como Piper Chapman
- Laura Prepon como Alex Vause
- Kate Mulgrew como Galina "Red" Reznikov
- Michelle Hurst como Miss Claudette Pelage
- Jason Biggs como Larry Bloom
- Michael Harney como Sam Healy

## Produção
A Netflix confirmou a primeira temporada de Orange Is the New Black no primeiro semestre de 2013. Jenji Kohan é a showrunner e produtora executiva, e alguns atores foram confirmados para o elenco. Dentre eles estão a atriz Taylor Schilling que interpretará Piper Chapman, e Laura Prepon que interpretará Alex Vause.
A primeira temporada estreou em 11 de julho de 2013.

## Episódios
| N.º na série | N.º na temp. | Título                                             | Dirigido por       | Escrito por                 | Personagem(ens) em Destaque | Lançamento          |
| --- | ------------ | -------------------------------------------------- | ------------------ | --------------------------- | --------------------------- | ------------------- |
| 1 | 1            | "I Wasn't Ready" "(Eu Não Estava Pronta)"          | Michael Trim       | Liz Friedman & Jenji Kohan  | Piper                       | 11 de julho de 2013 |
| Sentenciada a quinze meses por um crime cometido há dez anos, Piper Chapman deixa seu noivo Larry para ir para a sua nova casa: uma prisão feminina. Seu conselheiro, Sam Healy, simpatiza com ela e tenta dar delicadamente suas dicas para sobreviver na prisão. Ela lida com as dinâmicas raciais da vida na prisão e descobre algumas regras. Infelizmente, ela ofende Red, a poderosa matriarca da cozinha da prisão, que responde servindo para Piper um absorvente com sangue e, posteriormente, faz ela passar fome. Então, Piper fica chocada ao descobrir que Alex Vause, sua ex-amante (que a recrutou para transportar dinheiro de drogas) está na mesma prisão. Daya Diaz, outra detenta, é cumprimentada por sua mãe, que também está presa, com um tapa na cara. Flashback: Flashbacks retratam os elementos do crime de Piper, Piper dizendo a sua família sobre o seu crime, e o pedido de casamento de Larry. |              |                                                    |                    |                             |                             |                     |
| 2 | 2            | "Tit Punch" "(Soco no Seio)"                       | Uta Briesewitz     | Marco Ramirez               | Red & Piper                 | 11 de julho de 2013 |
| Depois de falar mal da comida do Red, Piper passa fome. Então, ela se esforça para oferecer um pedido de desculpas aceitável. Com a ajuda de Suzanne, apelidada de "Olhos Loucos", ela consegue preparar uma loção de medicamentos para as costas de Red. Alex dá para Piper um cubo de pão de milho, mas Piper rejeita. O congelador da cozinha quebra. Red manipula Healy para comprar um novo. "Olhos Loucos" faz um movimento romântico em Piper. Daya e um guarda da prisão chamado Bennett, trocam olhares. Flashback: Red tenta fazer amizade com as esposas de empresários russos bem conectados. Infelizmente, ela conta uma piada que as insulta, fazendo com que elas comecem a evitá-la. Durante um confronto, Red perfura um dos implantes de mama de uma das esposas. Como compensação, o marido de Red concorda em manter pacotes secretos para os empresários. |              |                                                    |                    |                             |                             |                     |
| 3 | 3            | "Lesbian Request Denied" "(Pedido Lésbico Negado)" | Jodie Foster       | Sian Heder                  | Sophia & Piper              | 11 de julho de 2013 |
| A melhor amiga de Piper, Polly, consegue mais autoridade sobre seus negócios de fabricação de sabão. Piper lida com os avanços românticos de Suzanne (Olhos Loucos). Após Suzanne pedir para deixar na beliche com Piper, Piper rejeita firmemente seus avanços. Depois de Piper se mudar para o quarto de Miss Claudette, Suzanne urina no chão do quarto. O relacionamento de Piper com Alex continua muito hostil. A prisão reduz a dose de estrogênio exógeno de Sophia, em resposta aos cortes no orçamento. Então, ela pede para sua esposa contrabandear comprimidos para dentro da prisão, mas sua esposa se recusa. Flashback: Sophia, sua esposa, e seu filho lutam para ajustar a mudança de gênero de Sophia. Sophia comete fraude de cartão de crédito para financiar sua cirurgia de mudança de sexo. |              |                                                    |                    |                             |                             |                     |
| 4 | 4            | "Imaginary Enemies" "(Inimigos Imaginários)"       | Michael Trim       | Gary Lennon                 | Miss Claudette              | 11 de julho de 2013 |
| Piper começa a se ajustar a viver com Claudette e trabalhar na loja elétrica da prisão. Ela começa a fazer amizade com Nicky. Após Piper perder uma chave de fenda, os guardas da prisão procuram o objeto intensamente, antes que ele seja usado como uma arma. Mendez, um dos guardas da prisão, molesta Piper durante a busca. Quando Piper retorna ao seu quarto com a chave de fenda, ela coloca mais pressão em seu relacionamento com Claudette. Após a busca terminar, Piper e Claudette fazem as pazes. Piper concorda em rever cartas de apelo de diferentes detentas. Tricia Miller tenta impedir a liberação de sua namorada, Mercy Valduto, da prisão, mas Claudette a convence a não arruinar a chance de Mercy de ser solta. Após Claudette receber uma carta de seu amigo Baptiste, ela concorda em ter seu caso reaberto. Flashback: Miss Claudette gerencia uma empresa de limpeza, até que mata um homem que abusou de uma de suas empregadas. |              |                                                    |                    |                             |                             |                     |
| 5 | 5            | "The Chickening" "(A Galinha)"                     | Andrew McCarthy    | Nick Jones                  | Aleida & Daya               | 11 de julho de 2013 |
| Enquanto relaxa no pátio de exercícios, Piper vê uma galinha. Quando ela menciona a galinha para algumas detentas, Red narra seu sonho de cozinhar uma galinha, e então, oferece um presente para a pessoa que pegar a galinha. Larry descobre que foi Alex quem deu o nome de Piper para os federais. Para manter Piper focada na vida fora da prisão, Larry encontra-se com ela. Polly pede para Piper fazer uma chamada de negócios, mas Piper a ignora para procurar a galinha. Morello termina seu relacionamento com Nicky. Sophia pede para a Irmã Ingalls comprimidos de estrogênio, mas ela se recusa a dar. O teto da capela da prisão desaba quando Pennsatucky tenta pendurar uma cruz pesada nele. As detentas trabalham para limpar e reparar os danos. Miss Claudette começa a investigar seu apelo legal. Bennett e Daya passam bilhetes entre si. Aleida, a mãe de Daya, aconselha a filha a sair com outro guarda que pode fazer seus favores. Flashback: Aleida gerencia um contrabando de drogas com seu namorado, Cesar, enquanto a família luta financeiramente. Após Aleida ir para a prisão, Daya começa a namorar Cesar e executar seu negócio de drogas, que é como ela foi para a prisão. |              |                                                    |                    |                             |                             |                     |
| 6 | 6            | "WAC Pack" "(Loucas de Dar Nó)"                    | Michael Trim       | Lauren Morelli              | Nicky & Piper               | 11 de julho de 2013 |
| Piper confronta sua mãe. Polly assume o controle total do negócio de sabão. Agora, acreditando que Alex não revelou o nome dela para os federais, Piper começa a vê-la com carinho. Larry concorda em escrever um artigo sobre o termo de sua noiva na prisão. Healy anuncia eleições para o conselho consultivo das mulheres, e encoraja Piper a correr para a WAC. Quando ela se recusa, Healy a coloca no conselho de qualquer maneira. Os guardas começam a procurar um telefone celular, e Piper o encontra escondido na parede do banheiro. Daya ataca sua mãe, Aleida, por tentar ter relações sexuais com Bennett. Daya faz sexo oral nele, durante o qual ela descobre que tem uma prótese de perna. Flashback: Flashbacks retratam o difícil relacionamento entre Nicky e sua mãe biológica, e como Red ajudou Nicky a lidar com seu problema com drogas. |              |                                                    |                    |                             |                             |                     |
| 7 | 7            | "Blood Donut" "(Donut Sangrento)"                  | Matthew Penn       | Sara Hess                   | Watson                      | 11 de julho de 2013 |
| Watson é solta da solitária, e descobre que foi Piper quem pegou a chave de fenda. Piper confessa, mas salienta que Watson foi inicialmente enviado para a solitária por discutir com os guardas. Piper tenta ser agradável com Alex. Com a ajuda de Fischer, uma das guardas, Piper faz com que a pista de corrida seja reaberta, o que agrada Watson. A nomeação de Piper para WAC enfurece Pennsatucky, que estava esperando para usar sua eleição para obter sua prótese de dentes. Alex manda Pennsatucky não reclamar e ameaça estuprá-la se ela não ficar quieta. Mendez tenta pressionar Red para ela contrabandear drogas para dentro da prisão, mas Red recusa. Flashback: Watson era uma atleta com uma bolsa de estudos para faculdade. Crescendo numa família muçulmana rigorosa, ela não tinha permissão para sair com garotos. Ela começa a sair com um homem impreciso, Donte. Ela o ajuda a roubar uma loja de conveniência, e eles se separam ao fugirem. Ela é capturada pela polícia, mas ele não, e ela assume a culpa por ele. |              |                                                    |                    |                             |                             |                     |
| 8 | 8            | "Moscow Mule" "(Mula de Moscou)"                   | Phil Abraham       | Marco Ramirez               | Red                         | 11 de julho de 2013 |
| Um vírus de gripe circula dentro da prisão. O artigo de Larry é impresso. Enquanto Piper fica feliz que ele foi publicado, ela fica chateada, pois a maioria da informação é imprecisa. Healy lê o artigo e começa a agir friamente com Piper ao perceber sua história com outras meninas. Piper e Alex se paqueram e relembram o passado enquanto elas tentam consertar um secador. Polly dá à luz. Daya descobre que está grávida. Taystee consegue liberdade condicional. Tricia usa drogas escondida. Sob a objeção de Nicky, Red se irrita com Tricia e lhe permite ir para a solitária. Caputo ordena que Mendez investigue como as drogas entraram na prisão. Mendez realiza uma entrevista muito intimidante com Morello. Para retaliar contra Red, Nicky diz para Mendez que Red utiliza produtos Neptune, uma empresa fornecedora afiliada com os chefes russos dos flashbacks de Red, para contrabandear na prisão. Flashback: Red dá uma boa ideia de negócios para os chefes russos, que começa a seu subir a escala de crime organizado. |              |                                                    |                    |                             |                             |                     |
| 9 | 9            | "Fucksgiving" "(Dia de Ação de Nada)"              | Michael Trim       | Sian Heder                  | Alex                        | 11 de julho de 2013 |
| Mendez usa as conexões de contrabando de Red para transportar drogas para dentro da prisão. Red se livra deles dando descarga neles no vaso sanitário. Mendez ameaça Red de morte e urina no molho de Ação de Graças. Pennsatucky e Alex discutem sobre seus pontos de vista sobre a homossexualidade e religião. Nicky e Alex flertam. A esposa de Sophia fica romanticamente interessada em um pastor. Com o incentivo de Irmã Ingalls, Sophia dá a esposa a sua benção. A dose completa de estrogênio de Sophia é restaurada. Daya tenta um aborto usando os chás de ervas de Gloria, mas Aleida conspira com Gloria para manter o bebê vivo. Mais tarde, Daya concorda em manter o bebê. Taystee é solta da prisão, mas descobre que sua família sumiu. Piper e Alex compartilham uma dança sexualmente carregada. Pennsatucky reclama e faz um escândalo, gritando "lésbicas juntas", na qual Healy envia Piper para a solitária. Quando Healy visita a solitária, Piper se enfurece com ele por castigá-la por ela ser lésbica. Depois de sofrer na solitária, ela resolve obedecer Healy e evitar Alex. Caputo ordena que Healy solte Piper da solitária quando se torna claro que a sua transferência é injustificável. Healy chama Larry, para lhe dizer sobre o relacionamento sexual de Piper e Alex. Ao voltar para a prisão, Piper transa com Alex. Flashback: Flashbacks mostram Alex sendo intimidada por seu baixo nível socioeconômico, seu relacionamento com sua mãe, e seu primeiro contato com seu pai drogado. Os flashbacks também mostram o seu início com o negócio de drogas. |              |                                                    |                    |                             |                             |                     |
| 10 | 10           | "Bora Bora Bora" "(Bora Bora Bora)"                | Andrew McCarthy    | Nick Jones                  | Piper & Tricia              | 11 de julho de 2013 |
| Quando Cesar passa no apartamento de Bennett e pergunta como e onde o bebê vai viver, Bennett descobre que Daya está grávida. Ele fica preocupado sobre o sistema descobrir que ele teve relações sexuais com Daya, o que poderia resultar em medidas disciplinares para ambos. Ele explica que a prótese de sua perna esquerda, originalmente pensado para ser de sua turnê no Afeganistão, é, na verdade, de uma infecção quando ele tinha um corte e entrou numa banheira suja de hidromassagem na Flórida. Baptiste visita Claudette. Enganada por Watson e instigadas por outros, Pennsatucky começa uma fé cruzada de cura. Jovens visitam à prisão em uma excursão de escola, e as detentas tentam intimidá-los. No entanto, elas têm dificuldade em intimidar Dina, que roubou uma loja de bebidas mesmo estando em uma cadeira de rodas. Piper sucede, dizendo para Dina que a parte mais assustadora da prisão não são outras pessoas, mas chegando cara a cara com "quem você realmente é". A fé cruzada de cura de Pennsatucky termina depois que ela tenta curar Dina a força, tirando-a da cadeira de rodas, na qual Pennsatucky é levada para a ala psiquiátrica. Tricia se esforça para manter as coisas bem com Red. Mendez manipula Tricia para vender drogas ilegais. Quando a turnê com delinquentes juvenis começa, Mendez percebe o estado em que ela se encontra, e tranca Tricia em um armário para impedí-la de revelar que ela está com as drogas. Quando ele volta para soltá-la, ele descobre que ela tomou os medicamentos, teve uma overdose e morreu. Temendo que seja descoberto, Mendez manipula as coisas para fazer com que pareça um suicídio. Nicky e Red se culpam pela morte de Tricia, e as duas resolvem derrubar Mendez. Flashback: Flashbacks revelam o que Piper e Polly procuravam em um cônjuge, e retratam Piper conhecendo Larry. Tricia sobrevive pelas ruas de Nova York roubando lojas; ela mantém uma lista do que ela rouba para que ela possa pagar todos de volta. |              |                                                    |                    |                             |                             |                     |
| 11 | 11           | "Tall Men with Feelings" "(Altos e Sensíveis)"     | Constantine Makris | Lauren Morelli              | Piper & Alex                | 11 de julho de 2013 |
| Os guardas da prisão encobrim a morte de Tricia para evitar uma investigação. As detentas acreditam que Tricia se matou e organizam um memorial informal para ela. A morte de Tricia afeta Mendez, e ele desabafa em bebidas com Bennett. Aleida, Daya e Red bolam um plano para encobrir a gravidez de Daya: Daya deve ter sexo com Mendez, na qual irá desviar suspeitas quando sua gravidez começar a aparecer. Durante o encontro, Mendez usa um preservativo, por isso não há evidências para usar contra ele. Pennsatucky é curada na unidade psiquiátrica. Após Piper descobrir que a psiquiatria é pior do que a solitária, ela pede para Caputo deixar Pennsatucky voltar para a prisão sob objeções de Alex, e ele concorda. No entanto, a bravura de Piper traz Alex mais perto dela. Larry é entrevistado na rádio pública, e seus comentários são particularmente dolorosos para Suzanne e Miss Claudette, embora ele seja mais gentil com outras detentas, incluindo Red e Watson. Os comentários de Larry sobre fidelidade convencem Piper que ele sabe sobre seu relacionamento com Alex. Piper chama Larry e confessa sua infidelidade. Larry revela que durante a ação de graças, Healy lhe disse que ela foi colocada na solitária por "atividade lésbica". Piper admite a Larry que ela ama Alex, na qual Larry vê como uma traição. Então, Larry, diz para Piper que foi Alex quem a denunciou para os federais, admitindo, assim, que ele tinha mentido antes. Então, Larry e Piper dão um tempo no relacionamento. Flashback: Flashbacks retratam a luta e a separação entre Piper e Alex, após a morte da mãe de Alex. |              |                                                    |                    |                             |                             |                     |
| 12 | 12           | "Fool Me Once" "(Quem com Ferro Fere...)"          | Andrew McCarthy    | Sara Hess                   | Pennsatucky                 | 11 de julho de 2013 |
| Caputo flagra Mendez tendo relações sexuais com Daya. Para evitar uma investigação de estupro, Mendez é colocado em licença sem vencimento. Daya diz para Bennett sobre sua trama, mas Bennett fica descontente sobre ela ter enquadrado Mendez. Mendez acredita que Daya ama ele, e ele diz para Bennett sobre a operação de contrabando de Red, na qual Bennett informa Caputo. O apelo de Claudette é negado, e ela ataca Fischer, resultando em ela sendo enviada para a solitária. Incapaz de se adaptar à vida fora da prisão, Taystee comete um crime e retorna para a prisão. Cal fica noivo via mensagem de texto. Red medeia entre Healy e sua noiva por correspondência. Yoga Jones diz para Watson como ela, acidentalmente, matou uma criança de oito anos de idade. Um jornalista acompanhando a entrevista de Larry, pergunta para vice-diretor da prisão sobre os cortes de gastos em Litchfield, apesar de um aumento do financiamento da prisão. Piper e Alex discutem. Larry pede para Piper se casar com ele imediatamente. Pennsatucky paira depois de ter sido "derrubada" por Piper, mas seu advogado encoraja Pennsatucky a testemunhar Piper. Piper "reza para Deus" pedindo por perdão, mas ela se recusa terminantemente a ser batizada. Pennsatucky vê esta recusa como outro exemplo de ser "desrespeitada" e anuncia seus planos para assassinar Piper. Flashback: Pennsatucky atira e mata um provedor de aborto que a "desrespeitou" com um comentário sarcástico após seu quinto aborto. Um grupo cristão anti-aborto, acreditando que sua intenção era impedir abortos, a declara como uma heroína no movimento deles, e fornece ajuda legal para ela. Os flashbacks também implicam que Pennsatucky não era religiosa até ela ter essa experiência. |              |                                                    |                    |                             |                             |                     |
| 13 | 13           | "Can't Fix Crazy" "(Loucura Não Se Cura)"          | Michael Trim       | Tara Herrmann & Jenji Kohan | nenhum                      | 11 de julho de 2013 |
| Caputo escolhe Gloria para substituir Red na cozinha. Para recuperar sua posição, Red sabota a cozinha. O incêndio de gordura resultante fere Murphy e Norma pede para acabar com sua amizade com Red. Gloria começa a deixar Red passar fome. Figueroa se apoia em Bennett para acabar com a investigação dos produtos Neptune, mas Caputo luta para manter a investigação em pé. Bennett e Daya chegam a um ponto baixo em seus relacionamentos. Sophia recebe uma carta de seu filho. Piper diz para Alex que ela escolhe Larry, e Alex corta Piper de sua vida para sempre. Larry visita Alex na prisão e avisa a ela para ficar longe de Piper, mas Alex lhe diz que foi Piper que reacendeu sua relação sexual. Ela afirma que a insegurança de Larry decorre das fraquezas de Piper e não das maquinações dela. Depois de refletir as palavras de Alex, Larry termina definitivamente com Piper. Piper volta para Alex, mas Alex empurra Piper para longe. Nicky seduz Alex. Piper fica aterrorizada depois que Pennsatucky tenta assassiná-la no chuveiro com uma lâmina de barbear. Taystee e suas amigas incentivam Piper a contra-atacar, e Big Boo dá para Piper a chave de fenda que nunca foi devolvida para a loja elétrica. Após o sucesso da apresentação de canto no natal da prisão, Piper chora e sai da apresentação durante a canção final. Pennsatucky foge para fora do palco em seu traje do anjo para seguir Piper. Piper e Pennsatucky têm um confronto final. No início da luta, Piper grita e pede a ajuda de Healy, mas ele sai e a abandona com Pennsatucky. Quando Pennsatucky corta Piper com um canivete formado a partir de uma cruz cristã de madeira, Piper a acerta com um chute na virilha, e, em seguida, a prende no chão com o cotovelo na cabeça. O episódio termina com Piper enfurecida no colo de Pennsatucky, descontroladamente espancando ela. |              |                                                    |                    |                             |                             |                     |